# Teatro Puccini
Il Teatro Puccini di Firenze si trova tra piazza Puccini e via delle Cascine.
Oggi il teatro, che ha un totale di 634 posti (499 in platea e 135 in galleria), è specializzato nella rappresentazione di spettacoli comici e satirici con attori di fama nazionale.

## Storia
L'edificio fu costruito tra il 1939 e il 1940, come luogo di svago per gli operai dell'attigua Manifattura Tabacchi, e inaugurato il 4 novembre 1940. Prese il nome dalla piazza Puccini, che era stata dedicata al celebre operista lucchese Giacomo Puccini appena un anno dopo la sua morte, già nel 1925.
Nel dopoguerra fu utilizzato come sala da ballo ed affittato anche per incontri di boxe. Occasionalmente però ha anche ospitato compagnie di un certo rilievo, come quella delle Sorelle Nava, e prima della riapertura del Piccolo Teatro del Comunale ha ospitato la programmazione dell'Ente Lirico per le Scuole. Dopo un periodo di stasi, durato quattro anni, il Teatro fu riaperto dal 1964 fino al 1972 svolgendo un'attività prevalentemente cinematografica, fatta eccezione per qualche serata di spettacolo teatrale.
A partire dalla stagione teatrale 1991-92, venne aperto stabilmente anche come teatro. Nacque così il Teatro Puccini-Teatro Stabile della Satira e della Contaminazione dei Generi, fondato ed ideato da Sergio Staino che ne tenne la direzione fino al gennaio 1999. Nel 2002 il Puccini è tra i soci fondatori dell'associazione di categoria Firenze dei Teatri

## Programmazione
Il teatro offre 120 giornate di spettacolo l'anno, organizzate sia nella sua sede che in altre strutture della città (principalmente al Teatro Verdi, al Nelson Mandela Forum ed al Saschall).
La programmazione svolta a partire dal 1991 ha visto la presenza di spettacoli e di artisti come ad esempio Marco Paolini, Paolo Rossi, Beppe Grillo, Dario Fo, Franca Rame, Moni Ovadia, Lella Costa, Paolo Hendel, Antonio Albanese, Aldo Giovanni e Giacomo, Claudio Bisio, Paolo Poli, Mario Scaccia, Alessandro Benvenuti, Daniele Luttazzi, Giobbe Covatta, Alessandro Baricco, Ascanio Celestini, Alessandro Bergonzoni, Gabriele Vacis, Leonardo Pieraccioni, Ale & Franz, Ficarra & Picone, Giorgio Panariello e molti altri.
L'amministrazione comunale si è rivolta all'Associazione stessa per la gestione diretta di progetti di valore culturale come, nell'anno 2006, le manifestazioni: Firenze accoglie Mario Rigoni Stern. A quattromila chilometri da casa, una rassegna che comprendeva mostre, incontri, spettacoli teatrali tra i quali si ricorda Il Sergente con Marco Paolini e che culminava con l'assegnazione della cittadinanza onoraria a Mario Rigoni Stern; Il diritto di vivere il presente, rassegna tout court su Giorgio Gaber ed infine 4 novembre '66. La guerra grande dell'Arno di Francesco Niccolini con Sandro Lombardi, Anna Meacci e Marco Paolini, uno spettacolo per commemorare i 50 anni dall'alluvione di Firenze.

## Descrizione

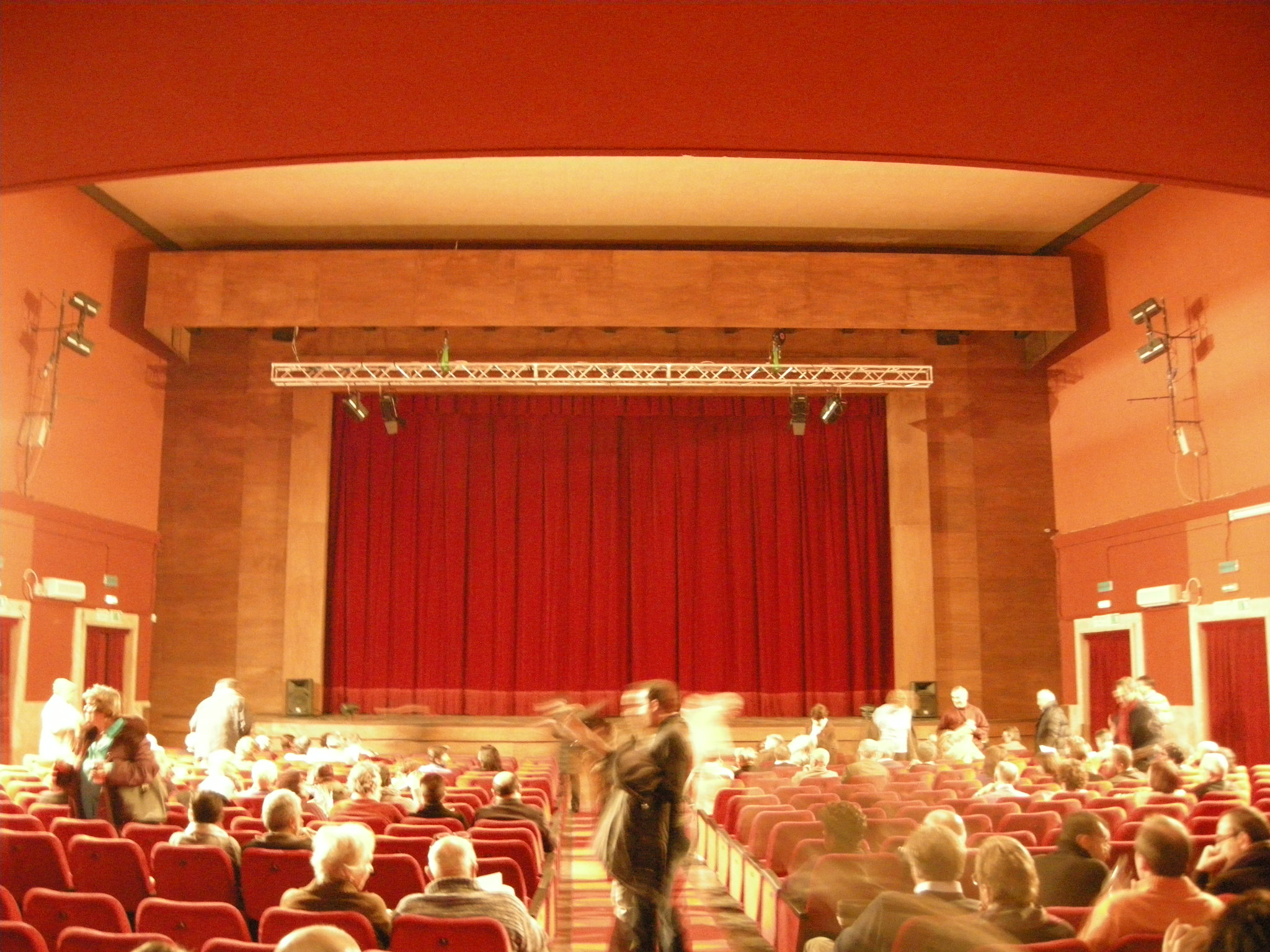
La sala interna

L'edificio è un esempio del Razionalismo italiano, con i giochi di volumi elementari contrapposti (il corpo orizzontale, la vetrata torre centrale cilindrica, che contiene un corpo scala).
Il teatro chiude l'imponente facciata della nuova manifattura sul vertice nord-est, alla confluenza di via delle Cascine con piazza Puccini, e caratterizza l'ala ospitante i locali del Dopolavoro. Sulla base di studi recenti si può oggi attribuire quest'opera, anche nella fase progettuale, a Pier Luigi Nervi che qui caratterizzò il fronte principale con una torre in vetrocemento, vera replica in scala minore della più celebre torre di Maratona realizzata pochi anni prima nel nuovo stadio comunale. Sulla facciata il bassorilievo dello scultore Coccia rappresenta le Madri operaie.
Si tratta di una struttura teatrale, con sala a pianta a ferro di cavallo, con galleria, che si caratterizza per sapienza distributiva delle sue parti, e può essere considerata una tipica espressione della migliore architettura razionale. L'ampia galleria e l'organizzazione del palcoscenico mostrano come questo edificio sia stato realizzato in un periodo in cui il cinematografo stava diventando una forma di spettacolo importante quanto, se non di più, del teatro: l'ampiezza dell'accesso principale alla platea e delle sei uscite di sicurezza che si aprono su ampi corridoi laterali, la distribuzione dei servizi igienici, i comodi accessi alla galleria dimostrano una grande capacità di pensare anche agli aspetti della sicurezza e dell'efficienza con soluzioni valide anche per la normativa vigente oggi.